# 2006 en Ontario
Chronologie de l'Ontario
- 2002
- 2003
- 2004
- 2005
- 2006
- 2007
- 2008
- 2009
- 2010

Cette page concerne des événements d'actualité qui se sont produits durant l'année 2006 dans la province canadienne de l'Ontario.

## Politique
- Premier ministre : Dalton McGuinty du parti libéral de l'Ontario
- Chef de l'Opposition :
- Lieutenant-gouverneur :
- Législature : 38e

## Décès
- 25 février : Margaret Gibson (en), romancière (° 4 juin 1948).
- 10 mai : A. M. Rosenthal (en), chroniqueur et éditeur du journal (° 2 mai 1922).
- 12 juin : Kenneth Thomson, homme d'affaires (° 1er septembre 1923).
- 9 août : Melissa Hayden, danseuse (° 25 avril 1923).
- 24 août : John Weinzweig, compositeur (° 11 mars 1913).
- 12 septembre : Edna Staebler (en), auteure (° 15 janvier 1906).
- 16 septembre : Floyd Curry, joueur de hockey sur glace (° 11 août 1925).
- 14 novembre : Sydney Banks (en), animateur et producteur (° 6 janvier 1917).